# Sindrome di Uner Tan
La sindrome di Uner Tan è una malattia genetica che si manifesta con il quadrupedalismo.

## La famiglia Ulas
La sindrome di Uner Tan è molto nota per via delle possibili implicazioni dal punto di vista antropologico. In una famiglia della Turchia meridionale 5 dei 19 figli sono affetti dalla sindrome. La famiglia Ulas è stata oggetto di un documentario della televisione inglese BBC nel 2006.
I soggetti hanno capacità intellettive molto limitate, con un vocabolario di circa 100 parole e una ridotta coscienza di sé e dell'ambiente che li circonda. Sebbene siano capaci di rimanere con fatica in piedi eretti sulle gambe, non riescono a camminare in questa posizione, ma devono sempre appoggiarsi con le mani a terra.
Alcuni scienziati, incluso il fisiologo turco Uner Tan, che ha individuato la sindrome, ritengono che le caratteristiche di questi individui siano analoghe a quelle dei progenitori di Homo sapiens prima del passaggio al bipedismo. I soggetti hanno un'andatura quadrupede molto spedita, ma a differenza dei primati quadrupedi appoggiano il peso del corpo non sulle nocche ma sul palmo della mano, con le dita sollevate dal terreno. È stato suggerito che questo avrebbe potuto rappresentare un vantaggio evolutivo sugli altri primati quadrupedi, visto che permette di svolgere compiti più complessi, sfruttando le dita libere dalla funzione locomotoria.
Secondo questi scienziati, lo studio degli individui della famiglia Ulas permetterà di migliorare le nostre conoscenze dell'evoluzione umana, identificando ad esempio le regioni genomiche responsabili dell'evoluzione dal quadripedismo al bipedismo.